# 洪瑞河
洪瑞河（1949年7月21日—），台灣企業家，兄弟大飯店共同創辦人暨董事，曾任中華職棒兄弟象棒球隊董事長，1991年至2009年擔任兄弟象領隊長達19年，在2009年中華職棒假球事件爆發後辭去領隊一職，但被認為依然在背後操盤掌舵。洪瑞河是兄弟飯店棒球隊暨中華職棒聯盟創辦人洪騰勝的胞弟，在中華職棒中佔有很大的一席之地，部份球評認為其作風影響了整個臺灣棒球發展。

## 經歷
- 中華職棒兄弟象領隊
- 中華職棒兄弟象董事
- 中華職棒代理會長

## 外部連結
- 洪瑞河在台灣棒球維基館上的頁面（繁體中文）

| 體育角色      | 體育角色                                                  | 體育角色      |
| ------------- | --------------------------------------------------------- | ------------- |
| 前任： 陳河東 | 中華職業棒球大聯盟會長 代理 2005年1月15日－2005年12月21日 | 繼任： 趙守博 |